# Meurthe-et-Moselle
Pour les articles homonymes, voir Moselle.
La Meurthe-et-Moselle (/mœʁ.t‿e.mo.zɛl/) est un département français. Il fait partie de la région historique et culturelle de la Lorraine et appartient à la région administrative Grand Est. La préfecture du département est Nancy. L'Insee et La Poste lui attribuent le code 54.

## Histoire

Redécoupage des frontières départementales du fait du traité de Francfort de 1871.

Le département de Meurthe-et-Moselle est créé le 7 septembre 1871, à partir des territoires des départements de la Meurthe et de la Moselle que le traité de Francfort avait laissés à la France.
Les arrondissements de la Meurthe (Lunéville, Nancy et Toul), restés français comme celui de Briey en Moselle, sont associés pour constituer le nouveau département de Meurthe-et-Moselle. Les autres arrondissements de la Meurthe, ceux de Château-Salins et de Sarrebourg, de même que le reste de la Moselle, sont quant à eux rattachés à l'Empire allemand jusqu'en 1918.
La limite actuelle entre les départements de Meurthe-et-Moselle et de la Moselle correspond précisément à la frontière franco-allemande entre 1871 et 1919. Cette limite sert à nouveau de frontière après l'annexion de fait des départements de la Moselle, du Bas-Rhin et du Haut-Rhin par le régime nazi entre 1940 et 1944.
La seule modification intervenue dans les limites du département est le rattachement en 1997, pour des raisons de gestion administrative, de la petite commune de Han-devant-Pierrepont, qui appartenait auparavant à la Meuse.

## Héraldique et logotype

### Héraldique
| Blason | Blasonnement : D'or à la bande de gueules chargée de trois alérions d'argent, accostée de deux cotices ondées d'azur. Commentaires : Armoiries proposées par Robert Louis, jamais adoptées. On y retrouve le blason de l'ancien duché de Lorraine. Seules deux cotices ondées d'azur ont été ajoutées de part et d'autre de la bande. Elles représentent la Meurthe et la Moselle. Ce blason est entré dans la composition d'emblèmes d'organismes officiels meurthe-et-mosellans comme le service départemental d'incendie et de secours (SDIS) ou le groupement de gendarmerie départementale (GGD). |

### Logo

Ancien logo jusqu'en 2017.
Logo actuel.

## Géographie
Le département de Meurthe-et-Moselle est situé au centre de la Lorraine. Il est entouré par les départements de la Meuse, des Vosges, du Bas-Rhin et de la Moselle et sa frontière nord jouxte le Luxembourg et la Belgique.
Remodelé par les guerres franco-allemandes, le département a une forme inhabituelle : ses dimensions sont de 130 kilomètres du nord au sud, et entre 7 et 103 kilomètres d'est en ouest. Cette forme, dont la partie nord correspond à un corridor géographique, est parfois comparée à celle d'une oie,. Une autre particularité du découpage de ce département est le fait qu'une de ses communes, Othe, est enclavée dans un autre département, la Meuse.
La forêt recouvre 32 % du département. Elle a été fortement endommagée par la tempête de 1999.
La ville principale du département est sa préfecture, Nancy. Parmi les autres pôles urbains importants on peut citer Val-de-Briey, Longwy, Lunéville, Pont-à-Mousson, Toul et Villerupt.
Le département doit son nom aux deux principaux cours d'eau qui le traversent : la Moselle et la Meurthe. Parmi les autres rivières : la Chiers, la Crusnes, l'Orne, la Seille, le Madon, la Mortagne et la Vezouze. Le relief est modelé par les vastes plaines que ces cours d'eau ont creusées dans le plateau lorrain. Il cède sa place au massif des Vosges dans le sud-est.
Le point culminant est le Roc du Taurupt (731 mètres), entre Bionville et Raon-sur-Plaine. Un autre relief historiquement important est la colline de Sion. Le point le plus bas est situé à Arnaville (171 mètres).

Paysages de Meurthe-et-Moselle :
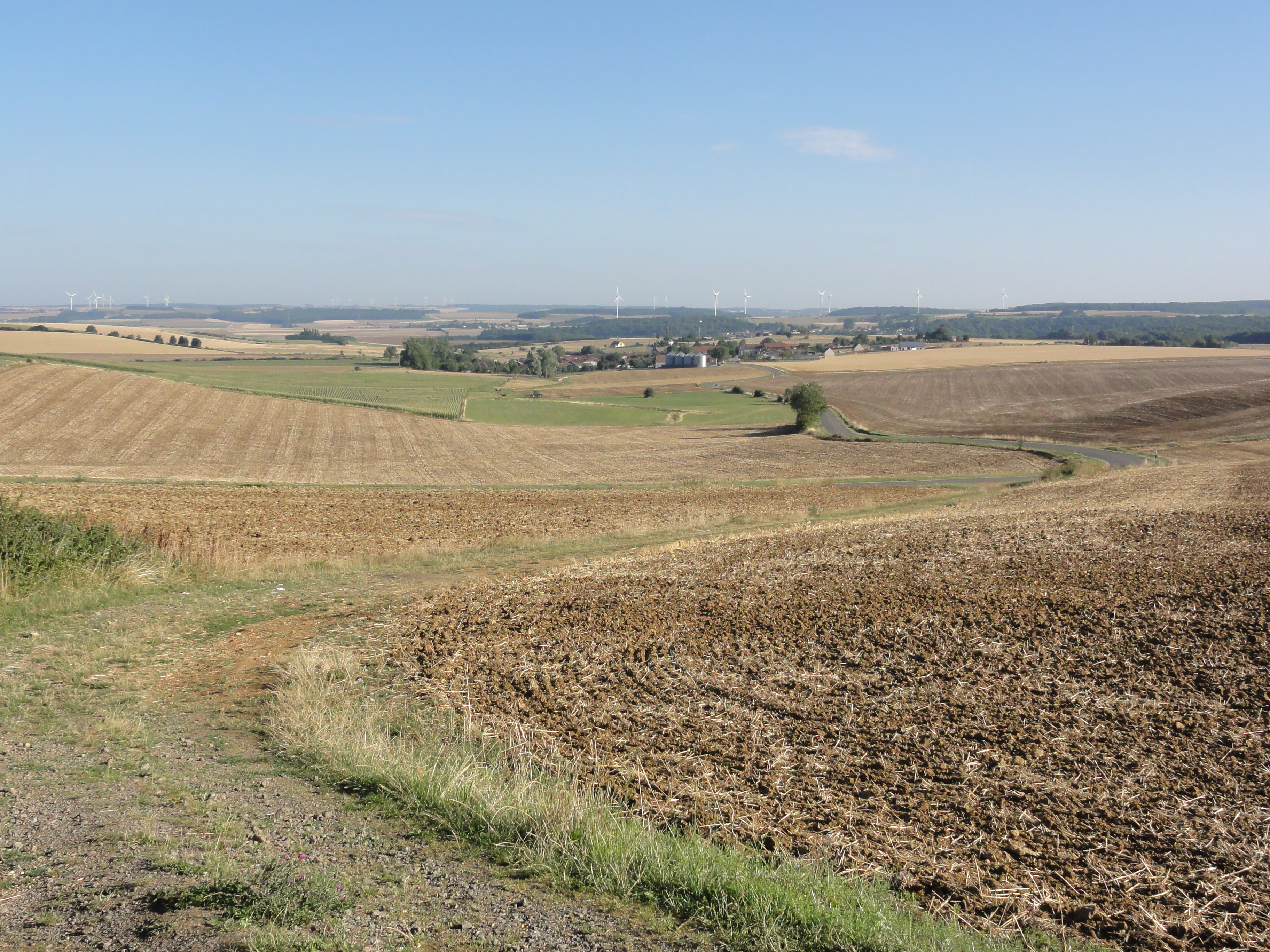
Han-devant-Pierrepont dans le nord.
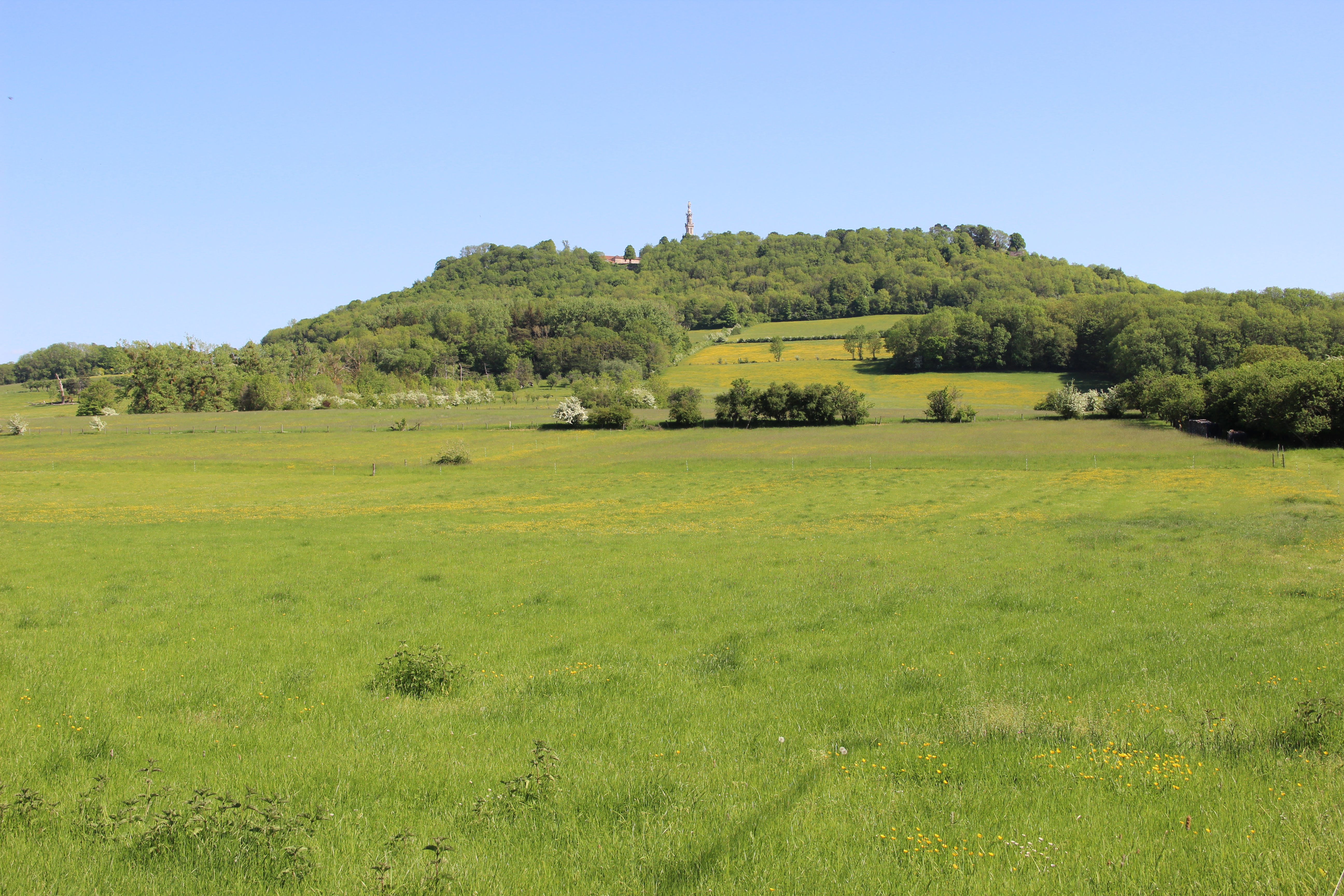
La colline de Sion, tout au sud.
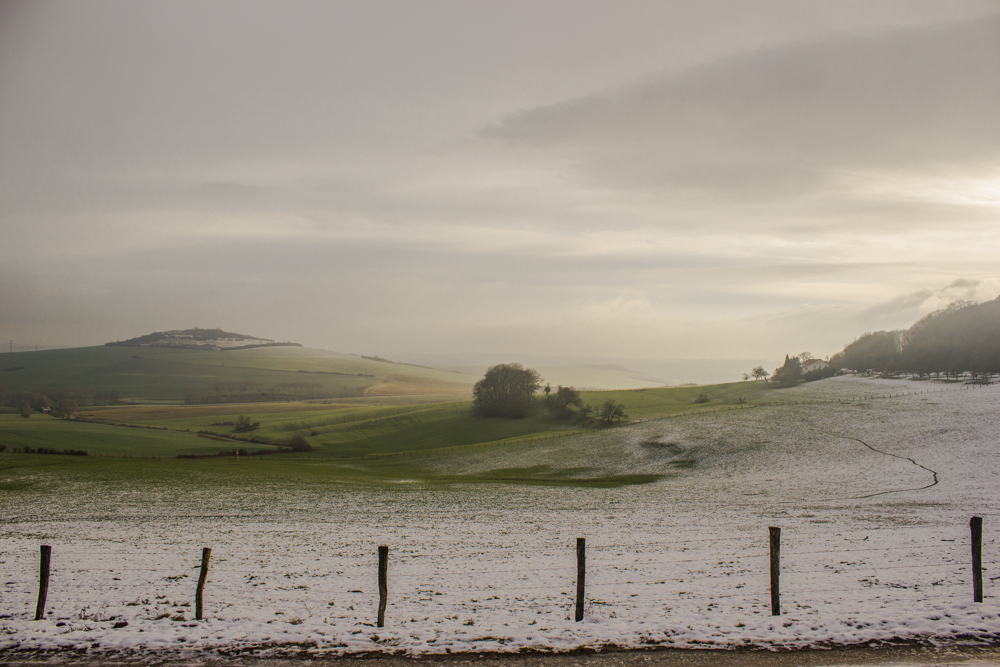
Le Plateau lorrain dans le centre.
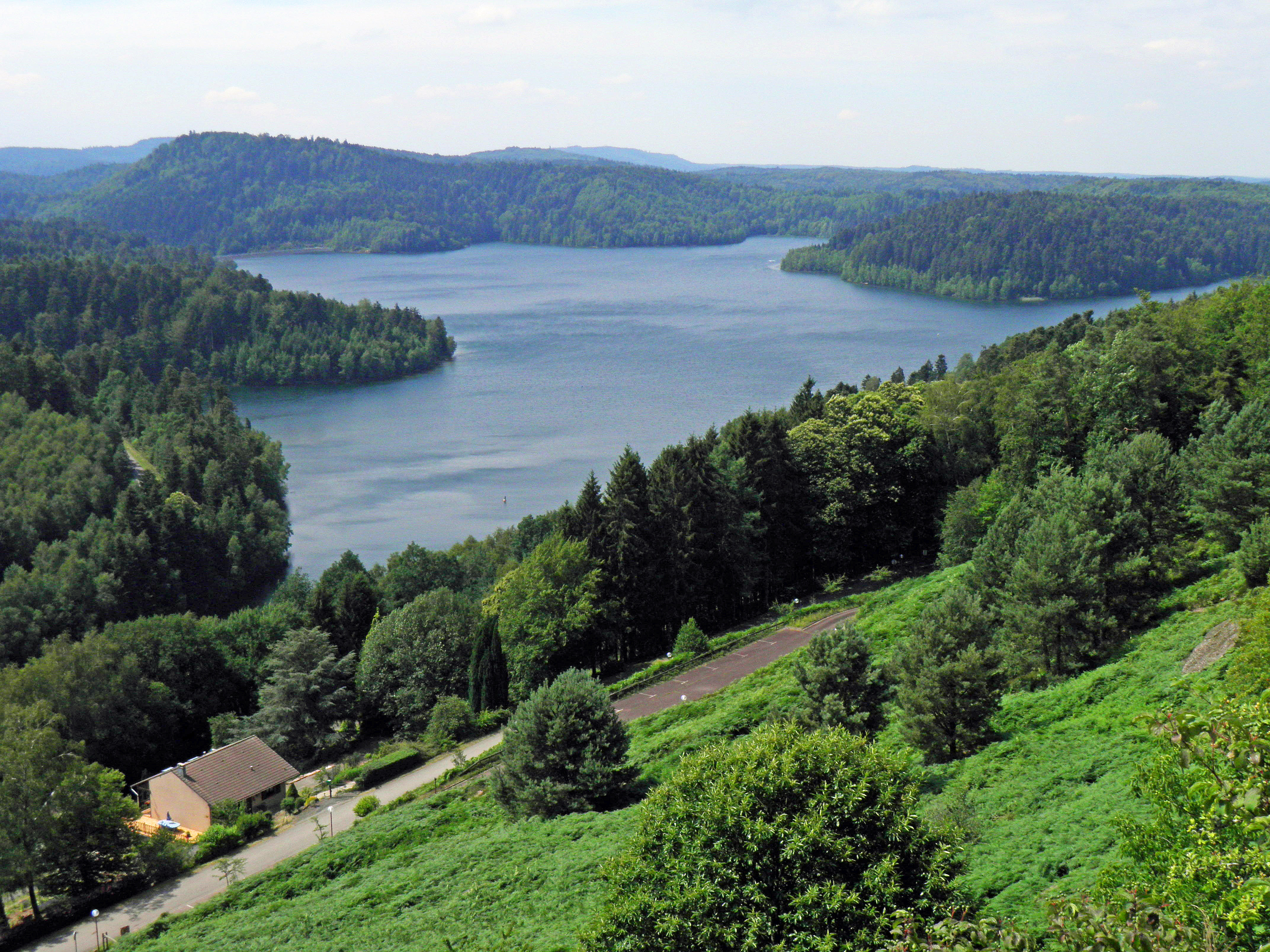
Le lac de Pierre-Percée, dans le Sud-Est vosgien.

## Transports
Le principal nœud de transport du département est Nancy. L'histoire des transports dans le département est marquée par la concurrence de cette ville avec Metz : si le tracé de l'autoroute A4 a fait l'objet d'intenses débats  — elle passe finalement au nord de Metz —, un aéroport unique a été construit pour desservir les deux villes, et la LGV Est européenne passe entre les deux agglomérations — quoique plus près de Metz.

## Climat
Le climat meurthe-et-mosellan subit des influences océanique et continentale. Cela implique des températures très contrastées entre les saisons (gelées – canicules). Les précipitations sont cependant modérées et rarement violentes et les vents généralement faibles sans direction dominante. [données ?]

## Économie
L'économie départementale a longtemps été liée à l'extraction minière (fer, sel et calcaire). Prospère jusque dans les années 1960, elle a commencé à souffrir de la crise de la sidérurgie à partir des années 1970, ce qui l'a contrainte à reconvertir son économie.
Au nord de Val-de-Briey, le Pays Haut est la région qui a le plus souffert de cette crise. Le taux de chômage y reste élevé et l'emploi transfrontalier vers la Belgique et le Luxembourg très développé. À titre d'exemple, 50 % de la population active de l'ancienne ville sidérurgique de Longwy travaille au Grand-Duché. La région de Lunéville est également un territoire en difficulté. Au contraire, l'agglomération nancéienne est très dynamique avec une forte implication dans les services, la recherche et l'enseignement supérieur. Dans le Sud du département, le Saintois (le verger des ducs de Lorraine) est resté, quant à lui, très rural.
En 2008, sur l'emprise d'une partie de l'ancienne base aérienne américaine de Chambley-Bussières est lancée l'installation d'un important pôle aéronautique pour la production de l'avion Skylander SK-105 (groupe GECI International) mais cette société ayant été mise en liquidation en 2013, le projet est arrêté puis définitivement abandonné.
La centrale photovoltaïque de Toul-Rosières, mise en service en 2012, était alors la plus importante de France.

## Démographie
En 2022, le département comptait 732 898 habitants, en évolution de −0,13 % par rapport à 2016 (France hors Mayotte : +2,11 %).
| 1791 | 1801    | 1806    | 1821 | 1826 | 1831    | 1836    | 1841    | 1846 |
| ---- | ------- | ------- | ---- | ---- | ------- | ------- | ------- | ---- |
| -    | 338 115 | 365 810 | -    | -    | 415 568 | 424 366 | 444 603 | -    |

| 1851    | 1856    | 1861    | 1866    | 1872    | 1876    | 1881    | 1886    | 1891    |
| ------- | ------- | ------- | ------- | ------- | ------- | ------- | ------- | ------- |
| 450 423 | 424 373 | 428 643 | 428 387 | 365 137 | 404 609 | 419 317 | 431 693 | 444 150 |

| 1896    | 1901    | 1906    | 1911    | 1921    | 1926    | 1931    | 1936    | 1946    |
| ------- | ------- | ------- | ------- | ------- | ------- | ------- | ------- | ------- |
| 466 417 | 484 722 | 517 508 | 564 730 | 503 810 | 552 087 | 592 632 | 576 041 | 528 805 |

| 1954    | 1962    | 1968    | 1975    | 1982    | 1990    | 1999    | 2006    | 2011    |
| ------- | ------- | ------- | ------- | ------- | ------- | ------- | ------- | ------- |
| 607 022 | 678 078 | 705 413 | 722 588 | 716 846 | 711 822 | 713 779 | 725 302 | 733 124 |

| 2016    | 2021    | 2022    | - | - | - | - | - | - |
| ------- | ------- | ------- | - | - | - | - | - | - |
| 733 821 | 732 486 | 732 898 | - | - | - | - | - | - |

### Communes les plus peuplées
| Nom                   | Code Insee | Intercommunalité                         | Superficie (km2) | Population (dernière pop. légale) | Densité (hab./km2) | Modifier                                    |
| --------------------- | ---------- | ---------------------------------------- | ---------------- | --------------------------------- | ------------------ | ------------------------------------------- |
| Nancy                 | 54395      | Métropole du Grand Nancy                 | 15,01            | 104 387 (2022)                    | 6 954              | modifier les données · modifier les données |
| Vandœuvre-lès-Nancy   | 54547      | Métropole du Grand Nancy                 | 9,46             | 29 697 (2022)                     | 3 139              | modifier les données · modifier les données |
| Lunéville             | 54329      | CC du Territoire de Lunéville à Baccarat | 16,34            | 17 920 (2022)                     | 1 097              | modifier les données · modifier les données |
| Toul                  | 54528      | CC Terres Touloises                      | 30,59            | 15 570 (2022)                     | 509                | modifier les données · modifier les données |
| Longwy                | 54323      | Grand Longwy Agglomération               | 5,34             | 15 492 (2022)                     | 2 901              | modifier les données · modifier les données |
| Laxou                 | 54304      | Métropole du Grand Nancy                 | 15,94            | 15 126 (2022)                     | 949                | modifier les données · modifier les données |
| Villers-lès-Nancy     | 54578      | Métropole du Grand Nancy                 | 9,95             | 14 938 (2022)                     | 1 501              | modifier les données · modifier les données |
| Pont-à-Mousson        | 54431      | CC du Bassin de Pont-à-Mousson           | 21,60            | 14 383 (2022)                     | 666                | modifier les données · modifier les données |
| Saint-Max             | 54482      | Métropole du Grand Nancy                 | 1,85             | 10 100 (2022)                     | 5 459              | modifier les données · modifier les données |
| Villerupt             | 54580      | CC du Pays Haut Val d'Alzette            | 6,56             | 10 086 (2022)                     | 1 538              | modifier les données · modifier les données |
| Maxéville             | 54357      | Métropole du Grand Nancy                 | 5,63             | 10 014 (2022)                     | 1 779              | modifier les données · modifier les données |
| Dombasle-sur-Meurthe  | 54159      | CC des Pays du Sel et du Vermois         | 11,21            | 9 528 (2022)                      | 850                | modifier les données · modifier les données |
| Jarville-la-Malgrange | 54274      | Métropole du Grand Nancy                 | 2,43             | 9 362 (2022)                      | 3 853              | modifier les données · modifier les données |
| Mont-Saint-Martin     | 54382      | Grand Longwy Agglomération               | 8,80             | 9 282 (2022)                      | 1 055              | modifier les données · modifier les données |
| Tomblaine             | 54526      | Métropole du Grand Nancy                 | 5,55             | 9 040 (2022)                      | 1 629              | modifier les données · modifier les données |

## Tourisme

### Les résidences secondaires
Selon le recensement général de la population du 1er janvier 2008, 1,6 % des logements disponibles dans le département étaient des résidences secondaires.
Ce tableau indique les principales communes de Meurthe-et-Moselle dont les résidences secondaires et occasionnelles dépassent 10 % des logements totaux en 2008. Le nombre de résidences secondaires à Pagny-sur-Moselle était dû à la présence de la base-vie pour la construction de la LGV Est européenne :
| Commune           | Population SDC | Nombre de logements | Rés. secondaires | % Rés. secondaires |
| ----------------- | -------------- | ------------------- | ---------------- | ------------------ |
| Messein           | 0 01 708       | 0 0 0835            | 0 0 0127         | 15,27 %            |
| Pagny-sur-Moselle | 0 04 123       | 0 02 042            | 0 0 0251         | 12,30 %            |

Sources : Insee, chiffres au 01/01/2008.

## Culture

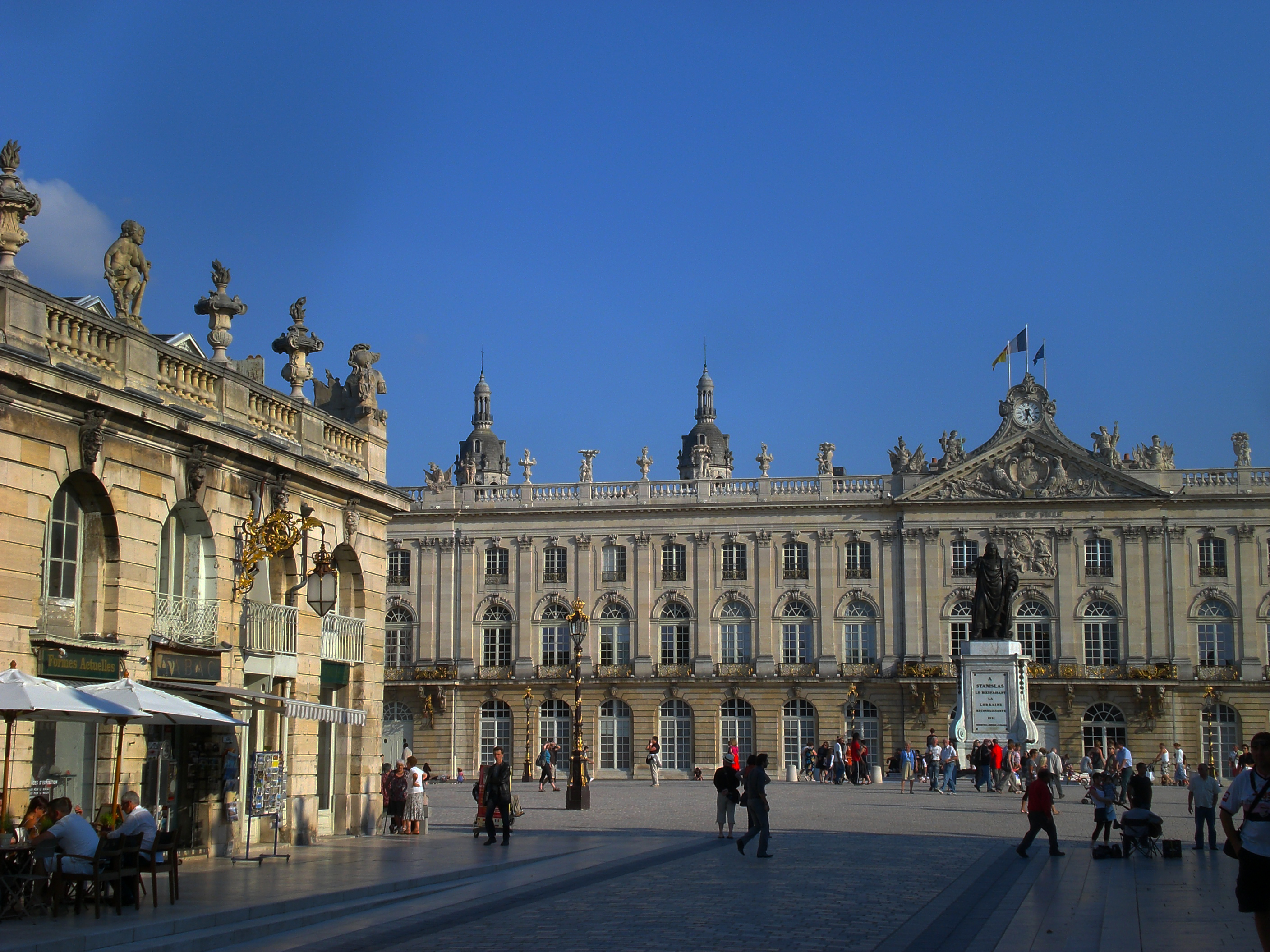
La place Stanislas à Nancy, inscrite au patrimoine mondial de l'UNESCO.

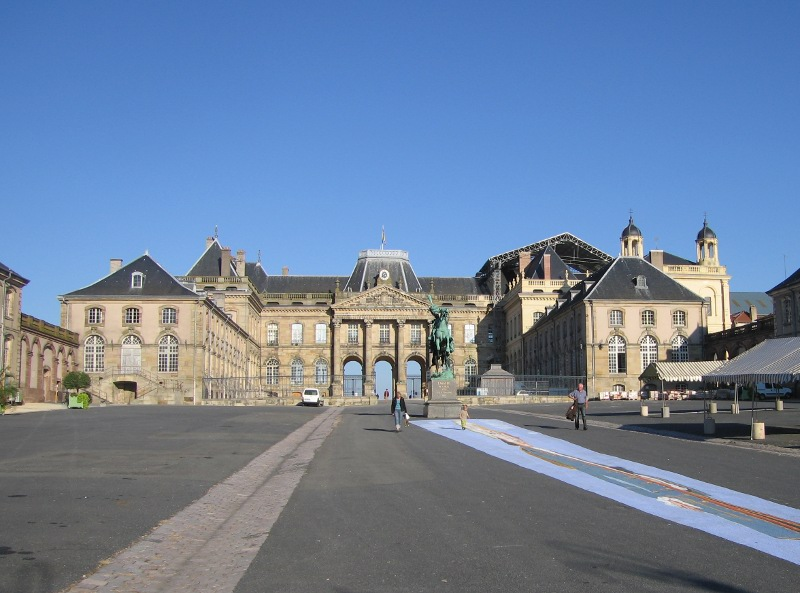
Le château de Lunéville.

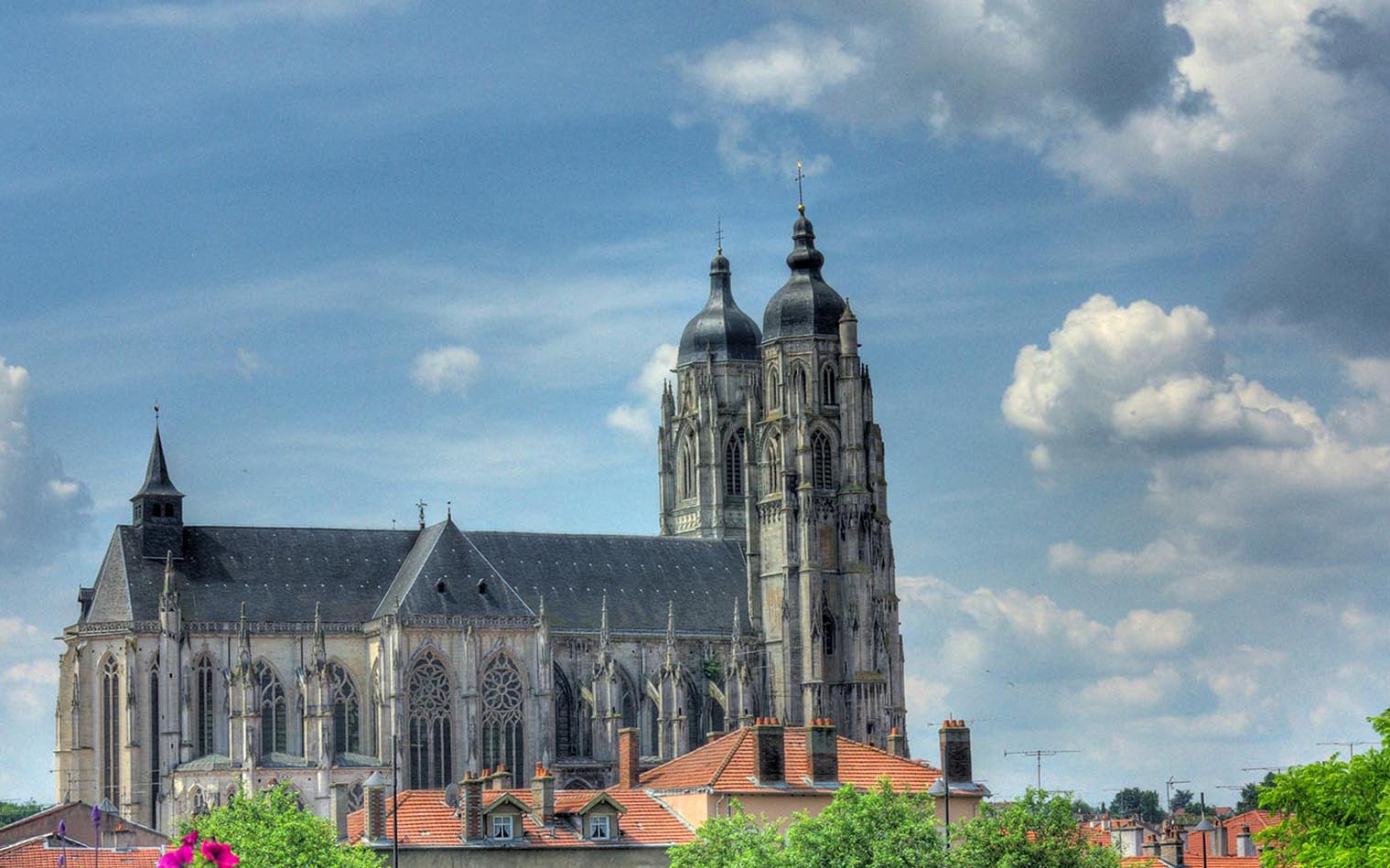
La basilique Saint-Nicolas-de-Port.

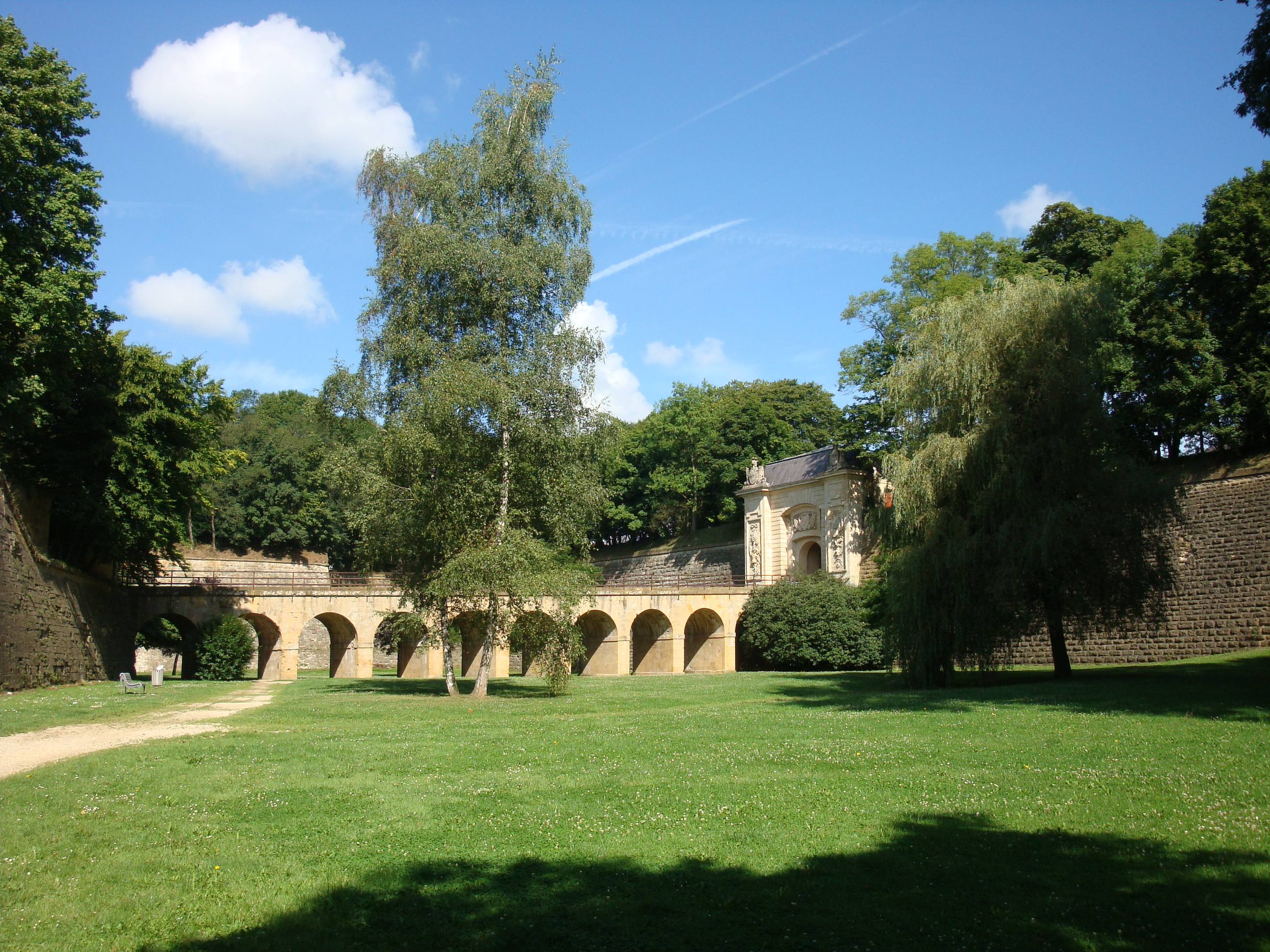
Les remparts à Longwy, inscrits au patrimoine mondial de l'UNESCO au titre du Réseau des sites majeurs de Vauban.

Issue de la guerre de 1870, la limite actuelle entre Meurthe-et-Moselle et Moselle ne marque pas une réelle frontière culturelle et les habitants des deux départements, hormis quelques enjeux d'aménagement du territoire, ou bien lors de rencontres sportives, se reconnaissent comme parties du même ensemble.
Près de Longwy, l'ancien bassin industriel du Pays Haut reste par exemple culturellement plus proche de la région de Thionville en Moselle que du sud du département.

## Politique

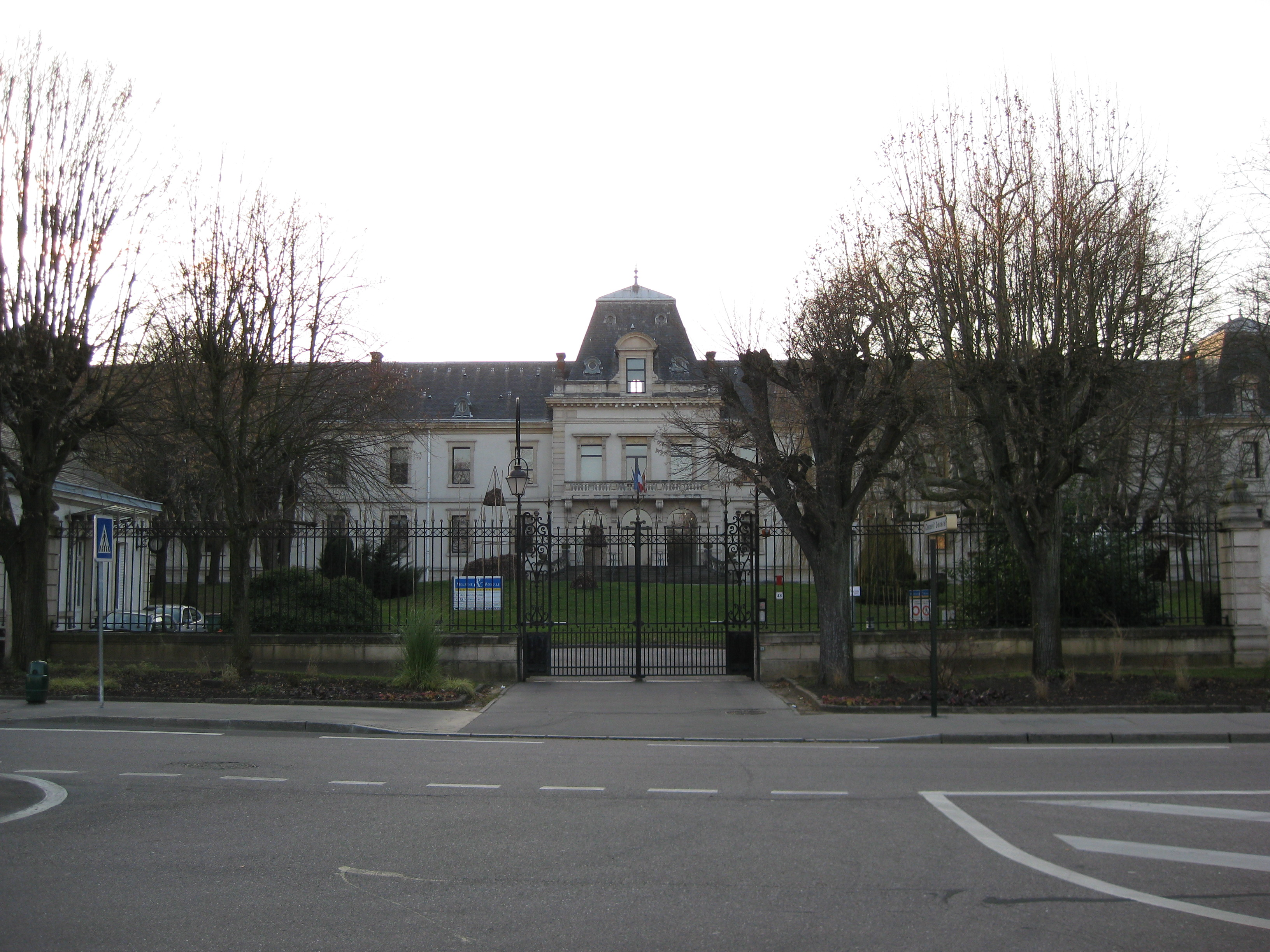
Le siège du conseil général de Meurthe-et-Moselle à Nancy.

Compte tenu de la manière dont le département a vu le jour (assemblage historique accidentel de deux morceaux d'anciens départements de l'époque de la Révolution française), les comportements politiques sont relativement différents selon que l'on se situe dans la partie nord ou la partie sud, selon qu'on est dans une ville industrielle ou dans la ville centre d'un pays rural.
Dans les faits, et jusqu'à aujourd'hui, l'arrondissement de Briey (Meurthe-et-Moselle Nord) est acquis à la Gauche, dont l'influence provient en grande partie du monde ouvrier, dans la diversité de ses origines et de ses immigrations, dans celle de ses activités. Mineurs ou sidérurgistes, ouvriers du bâtiment ou de la chimie, les habitants du Nord choisissent le plus souvent leurs représentants parmi les partis de gauche.
L'agglomération de Nancy, où les activités industrielles ont eu un certain poids, est plus partagée, même si elle penche de plus en plus à gauche, à l'exemple de la ville préfecture.
La partie sud du département apparaît plus conservatrice (longtemps influencée par l'Église, accueillant des unités militaires d'importance, plus marquée par les activités rurales) et la Droite y a bénéficié d'une forme d'hégémonie durant de longues décennies. Dans les villages du Sud de Meurthe-et-Moselle, le Front national fait de très bons scores, notamment aux élections présidentielles.
Cette situation évolue toutefois, faisant du département de Meurthe-et-Moselle celui des départements lorrains le plus orienté à gauche et le seul dont le Conseil général est d'ailleurs présidé par la Gauche.
- Liste des députés de Meurthe-et-Moselle
- Liste des sénateurs de Meurthe-et-Moselle
- Liste des conseillers généraux de Meurthe-et-Moselle

## Personnalités liées au département
- Florentin Ficatier, né le 9 février 1765, mort le 28 novembre 1817 à Saint-Nicolas-de-Port, général français de la Révolution et le l'Empire.
- Pierre Victor Alexandre Ficatier, né le 12 janvier 1803 à Nancy, mort le 18 novembre 1880, auteur et militaire français.